# Anonima delitti
New York Confidential è la rivelazione scioccante di come loro e la loro specie fanno vivere milioni di persone nel lusso e la fanno franca con l'omicidio.»
(Traduzione dal trailer in inglese)
Anonima delitti è un film noir in bianco e nero del 1955 diretto da Russell Rouse.

## Trama
Il capo del sindacato della città di New York, a causa di alcuni affari andati male, perde l'onorabilità dei "contubernali", che lo fanno fuori. La figlia dell'eliminato, indegna di tollerare l'infamia della famiglia, muore suicida.

## Critica
Il film – co-sceneggiato da Russell Rouse, già regista de La spia (1952) – fa parte di un genere chiamato North by Northwest, secondo Gianni Di Claudio.

## Curiosità
Nell'anno della sua comparsa in Italia – novembre 1955 – il film fu vietato ai minori dei 16 anni di età. A seguito del gradimento del film fu prodotta una nuova pellicola dal titolo Anonima omicidi (Chicago Confidential), regia di Sidney Salkow (1957).